# Scalicella crystallina
Scalicella crystallina är en mossdjursart som först beskrevs av Wyville Thomson 1858.  Scalicella crystallina ingår i släktet Scalicella och familjen Catenicellidae. Inga underarter finns listade i Catalogue of Life.